# Gewichtheffen op de Olympische Zomerspelen 2012 – Klasse tot 63 kilogram vrouwen
Het gewichtheffen in de klasse tot 63 kilogram voor vrouwen op de Olympische Zomerspelen 2012 vond plaats op 31 juli 2012. Regerend olympisch kampioene Pak Hyon-suk uit Noord-Korea verdedigde haar titel niet. Maija Maneza uit Kazachstan veroverde de gouden medaille.

## Records
Voorafgaand aan het toernooi waren dit de wereldrecords en de olympische records.
| Wereldrecord     | Trekken | Svetlana Tsaroekajeva | 117 kg | Parijs     | 8 november 2011   |
| Wereldrecord     | Stoten  | Maija Maneza          | 143 kg | Antalya    | 20 september 2010 |
| Wereldrecord     | Totaal  | Liu Haixia            | 257 kg | Chiang Mai | 23 september 2007 |
| Olympisch record | Trekken | Hanna Batsjoesjka     | 115 kg | Athene     | 18 augustus 2004  |
| Olympisch record | Stoten  | Natalja Skakoen       | 135 kg | Athene     | 18 augustus 2004  |
| Olympisch record | Totaal  | Chen Xiamin           | 242 kg | Sydney     | 19 september 2000 |

## Uitslag
| Rang   | Naam                  | Land       | Groep | Gewicht | Trekken (kg) | Trekken (kg) | Trekken (kg) | Trekken (kg) | Stoten (kg) | Stoten (kg) | Stoten (kg) | Stoten (kg) | Totaal |
| Rang   | Naam                  | Land       | Groep | Gewicht | 1            | 2            | 3            | Score        | 1           | 2           | 3           | Score       | Totaal |
| ------ | --------------------- | ---------- | ----- | ------- | ------------ | ------------ | ------------ | ------------ | ----------- | ----------- | ----------- | ----------- | ------ |
| Goud   | Maija Maneza          | Kazachstan | A     | 62,21   | 106          | 110          | 112          | 110          | 135         | 144         | 144         | 135         | 245    |
| Zilver | Svetlana Tsaroekajeva | Rusland    | A     | 62,42   | 106          | 111          | 112          | 112          | 125         | 130         | 130         | 125         | 237    |
| Brons  | Christine Girard      | Canada     | A     | 62,87   | 103          | 105          | 105          | 103          | 130         | 133         | 135         | 133         | 236    |
| 4      | Sibel Şimşek          | Turkije    | A     | 62,28   | 105          | 105          | 105          | 105          | 130         | 133         | 133         | 130         | 235    |
| 5      | Milka Maneva          | Bulgarije  | A     | 62,66   | 98           | 102          | 105          | 102          | 125         | 131         | 134         | 131         | 233    |
| 6      | Luz Acosta            | Mexico     | A     | 62,91   | 99           | 103          | 104          | 99           | 119         | 125         | 127         | 125         | 224    |
| 7      | Seen Lee              | Australië  | A     | 59,65   | 78           | 83           | 86           | 83           | 98          | 103         | 106         | 103         | 186    |
| 8      | Maria Liku            | Fiji       | A     | 61,45   | 78           | 82           | 85           | 82           | 100         | 105         | 105         | 100         | 182    |
| 9      | Lucía Castañeda       | Nicaragua  | A     | 62,45   | 76           | 79           | 79           | 79           | 91          | 97          | 97          | 97          | 176    |
| 10     | Silvana Saldarriaga   | Peru       | A     | 58,11   | 70           | 75           | 75           | 75           | 92          | 97          | 101         | 97          | 172    |